# 横室隆
横室 隆（よこむろ たかし、1949年 - ）は、日本の建築学者。工学者。足利工業大学教授。
日本建築学会、日本コンクリート工学協会、無機マテリアル学会、日本建築仕上学会、セメント・コンクリート研究会など、建築系コンクリート関連の学会等に所属。群馬県生まれ。

## 経歴
- 1972年　足利工業大学工学部建築学科卒業。
- 1972年　足利工業大学工学部建築学科助手。後に専任講師，助教授就任。
- 1983年　東京工業大学工学部建築学科研究生修了
- 1993年　栃木県建設工事紛争審査会委員
- 1994年～1997年　栃木リフォーム研究会主査
- 1996年　日本建築学会材料教育小委員会委員
- 1997年　日本コンクリート工学協会
- 1998年　足利工業大学耐久診断研究委員会委員
- 1998年　日本建築学会論文査読委員会（査読委員）
- 1998年　日本コンクリート工学協会年次論文報告集（査読委員）
- 2000年　日本建築学会高炉スラグ微粉末作成委員会幹事
- 2000年　日本建築学会高炉セメントの指針作成委員会幹事
- 2002年　日本大学大学院博士後期課程修了。博士（工学）。
- 2004年　足利工業大学工学部建築学科教授。
- 2005年　足利工業大学大学院工学研究科修士課程 建築学専攻指導教員就任。
- 2005年　社団法人日本コンクリート工学協会関東支部栃木県地区役員。
- 2006年　社団法人日本建築学会卒業論文等顕彰事業委員会委員。
- 2007年　社団法人日本建築学会司法支援建築会議委員。
- 2007年　栃木県生コン品質監査会議副議長。
- 2010年　足利工業大学大学院工学研究科博士（後期）課程 建設・環境工学専攻指導教員就任。

## 研究テーマ
高炉スラグ超微粉末のセメント混和材への利用研究、鉄筋コンクリート構造物の耐久性調査、鉄筋コンクリート造建物のひび割れ研究。
委託研究で、鉄筋及びコンクリートの強度試験、高炉スラグ微粉末の高強度・高耐久性コンクリートへの利用に関する研究、高炉スラグ微粉末の標準化研究、コンクリート構造物の耐久性調査、高炉スラグ微粉末を用いた土中コンクリートの研究、高炉スラグ微粉末を用いたコンクリートの性能試験他多数。

## 研究業績
- 試作した高炉セメントを用いたコンクリートの耐久性, コンクリート工学年次論文集 Vol.30,№1,pp.57-62 2008.7
- 栃木県内で使用する骨材を用いたコンクリートの性質, 第15回生コン技術大会研究発表論文集 pp.163-168 2009.4
- 超高強度コンクリートの基礎的性状について, コンクリート工学年次論文集 Vol.32,№1,pp1235-1239 2010.7